# Prokathemenos
 (septembre 2022).

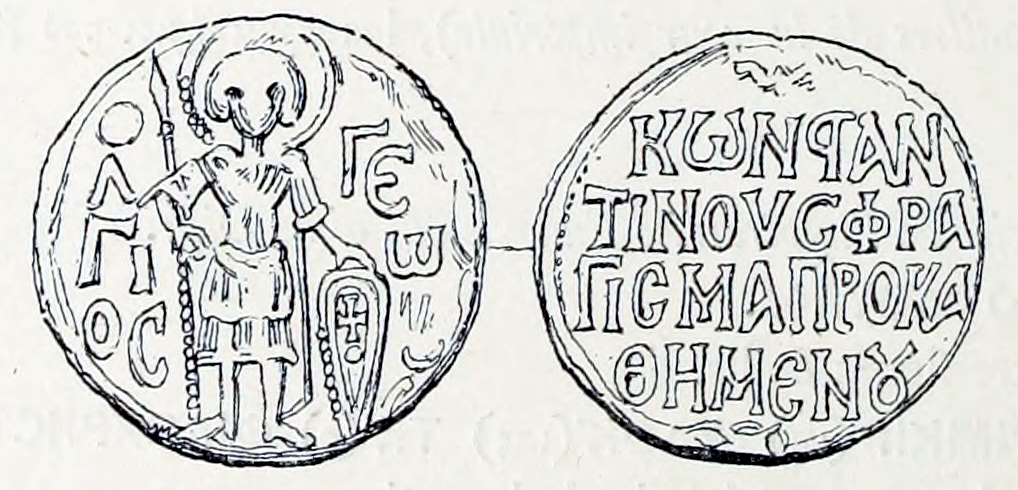
Sceau du prokathemenos Constantin, avec Saint-Georges à l'avers (période paléologue)

Prokathemenos (en grec moderne : προκαθήμενος) est un terme grec pour un président.
Dans l'Empire byzantin, le terme apparaît dans un usage technique au cours du XIIe siècle. Dans l'administration centrale, le prokathemenos des demosiaka dikasteria (tribunaux d'État) est attesté depuis 1166. C'est l'un des quatre plus hauts tribunaux de la période komnénienne, avec ceux dirigés par les protasekretis, les dikaiodotes et les drongaires de la garde.
En 1186, un prokathemenos de la sekreta (les bureaux financiers) est enregistré comme étant chargé par l'empereur Isaac II Angelos de percevoir les amendes de ceux qui ont désobéi à l'un de ses chrysobulles. Ernst Stein a proposé d'identifier ce bureau avec le prokathemenos de la demosiaka dikasteria, mais c'est conjectural.
De plus, à partir du XIIe siècle, et particulièrement au cours des XIIIe et XIVe siècles, le terme a été utilisé pour les gouverneurs des villes individuelles. Stein a de nouveau suggéré qu'il s'agissait de gouverneurs civils, tandis que la garnison était commandée par un kastrophylax. Dans le Livre des Offices des pseudo-Kodinos, écrit peu après le milieu du XIVe siècle, l'existence de prokathemenoi pour les palais impériaux, ainsi que de la chambre à coucher impériale (koiton) et de la garde-robe impériale (vestiarion) est attestée.